# Троповое
Тропово́е (укр. Тропове́) — село на Украине, находится в Могилёв-Подольском районе Винницкой области.
Население по переписи 2001 года составляет 982 человека. Почтовый индекс — 24030. Телефонный код — 4337.
Занимает площадь 2,79 км².

## Религия
В селе действует храм зачатия Иоанна Предтечи Могилёв-Подольского благочиния Могилёв-Подольской епархии Украинской православной церкви.

## Адрес местного совета
24014, Винницкая область, Могилёв-Подольский р-н, с. Троповое, ул. Карла Маркса, 4